# Kelvin (nome)
Kelvin  è un nome proprio di persona inglese maschile.

## Varianti
- Ipocoristici: Kel

## Origine e diffusione

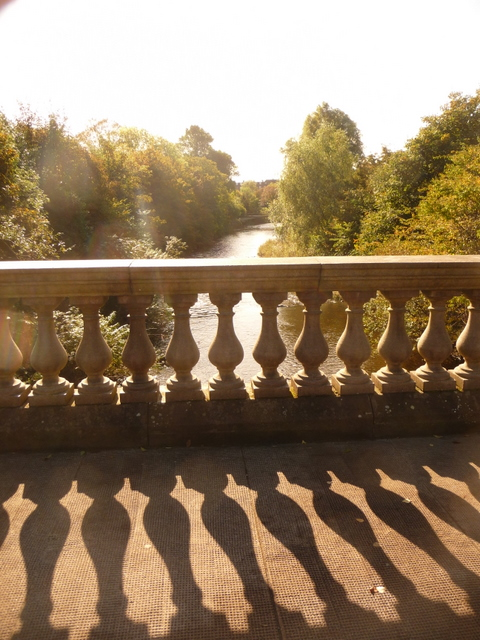
Il Kelvin a Kelvingrove Park, Glasgow

Riprende il nome del Kelvin, un fiume della Scozia che scorre vicino a Glasgow; rientra quindi in quella schiera di nomi tratti dall'ambito fluviale, come ad esempio Giordano, Eridano, Shannon e via dicendo. Dal fiume era tratto anche il titolo nobiliare di Lord Kelvin, al quale deve il nome il kelvin, unità di misura della temperatura.
Etimologicamente, l'origine del nome è incerta: potrebbe derivare dai termini gaelici caol ("stretto", da cui anche Kyle e Caoilfhionn) e abhuinn (o abhainn, "fiume", "acqua"), quindi "fiume stretto", "acqua stretta". In ogni caso, non è correlato al nome Calvin.

## Onomastico
L'onomastico può essere festeggiato il 1º novembre, festa di Ognissanti, non essendovi santi con questo nome che è quindi adespota.

## Persone
- Kelvin Beachum, giocatore di football americano statunitense
- Kelvin Carruthers, pilota motociclistico australiano
- Kelvin Cato, cestista statunitense
- Kelvin Davis, calciatore britannico
- Kelvin Mateus de Oliveira, calciatore brasiliano
- Kelvin Etuhu, calciatore nigeriano
- Kelvin Gastelum, lottatore di arti marziali miste statunitense
- Kelvin Gibbs, cestista statunitense
- Kelvin Jack, calciatore trinidadiano
- Kelvin Leerdam, calciatore olandese
- Kelvin Lewis, cestista statunitense
- Kelvin Liddie, calciatore anguillano
- Kelvin Ewome Matute, calciatore camerunese
- Kelvin Parker, cestista statunitense
- Kelvin Ransey, cestista statunitense
- Kelvin Sebwe, calciatore liberiano
- Kelvin Sheppard, giocatore di football americano statunitense
- Kelvin Upshaw, cestista e allenatore di pallacanestro statunitense
- Kelvin Wilson, calciatore britannico

## Il nome nelle arti
- Kelvin Joe Inman è un personaggio della serie televisiva Lost.